# Gillian Zinser
Gillian Amalia Zinser (New York, 4 novembre 1985) è un'attrice statunitense.

## Biografia
Gillian ha frequentato l'Università di New York, con sede a Manhattan. Prima di ottenere una parte in 90210, che la farà conoscere meglio al pubblico, appare nelle serie televisive Southland, Cold Case - Delitti irrisolti e Cupid. 
Dal 2009 al 2012 recita nella serie Tv di successo 90210, spin-off della celebre serie Beverly Hills 90210, nel ruolo di Ivy Sullivan, una giovane surfista californiana. 
Nel 2011 Gillian è nel cast di The Truth Below - Verità sepolte, un film TV trasmesso da MTV. Appare anche nel thriller Liars All, con Sara Paxton e Matt Lanter (quest'ultimo già incontrato sul set di 90210), e nel film Le belve diretto da Oliver Stone. 
Durante l'estate 2011 ha preso parte al progetto degli "Artists for Peace and Justice" a favore della ricostruzione di scuole nelle zone povere di Haiti. Inoltre collabora all'organizzazione "Be The Match" assieme a Manish Dayal, collega in 90210. 

## Filmografia

### Attrice

#### Cinema
- The Truth Below - Verità sepolte (The Truth Below), regia di Scott Glosserman (2011)
- Ecstasy, regista sconosciuto (2011)
- Le belve (Savages), regia di Oliver Stone (2012)
- Liars All, regia di Brian Brightly (2013)
- Asthma, regia di Jake Hoffman (2014)
- Always Worthy, regia di Marianna Palka (2015)
- Halfway, regia di Ben Caird (2016)
- Band Aid, regia di Zoe Lister-Jones (2017)
- Holy New York, regia di Sonya Goddy (2020)
- Smile, regia di Parker Finn (2022)

#### Televisione
- 90210 – serie  TV, 60 episodi (2009-2012)
- Cold Case - Delitti irrisolti (Cold Case) – serie TV, 1 episodio (2009)
- Cupid – serie TV, 1 episodio (2009)
- Southland – serie TV, 1 episodio (2010)
- Hail Mary, regia di Brad Silberling – film TV (2011)
- Rivoglio mia figlia (Two Wrongs), regia di Tristan Dubois – film TV (2015)
- Blindspot – serie TV, 1 episodio (2018)
- Ballers – serie TV, 1 episodio (2019)

### Doppiatrice
- The Guilty, regia di Antoine Fuqua (2021)

## Doppiatrici italiane
Nelle versioni in italiano delle opere in cui ha recitato, Giliain Zinser è stata doppiata da:
- Monica Vulcano in 90210, The Truth Below - Verità sepolte
- Francesca Manicone in Cold Case - Delitti irrisolti
- Daniela Amato in Band Aid
- Elena Perino in Smile

Come doppiatrice è stata sostituita da:
- Gaia Bolognesi in The Guilty